# Joseph Atiyeh
Joseph Atiyeh (in arabo جوزيف عطية‎?; Allentown, 8 ottobre 1957) è un ex lottatore siriano, specializzato nella lotta libera.

## Palmarès

### Olimpiadi
- 1 medaglia:
  - 1 argento (Los Angeles 1984 nei pesi massimi)